# Tank (revija)
Tank je bila mednarodna avantgardistična revija, ki je izhajala v Ljubljani v letu 1927. Urednik je bil Ferdo Delak, pomembna sodelavca sta bila še Avgust Černigoj in Srečko Kosovel.